# Anthony « Top » Topham
 (janvier 2023).
Si vous disposez d'ouvrages ou d'articles de référence ou si vous connaissez des sites web de qualité traitant du thème abordé ici, merci de compléter l'article en donnant les références utiles à sa vérifiabilité et en les liant à la section « Notes et références ».
Anthony « Top » Topham (né le 3 juillet 1947 à Richmond, Surrey et mort le 23 janvier 2023) est un guitariste et le fondateur dans les années 1960 avec Keith Relf du groupe anglais de British Blues Boom les Yardbirds.

## Biographie
Anthony « Top » Topham ne peut tenir longuement sa place dans les Yardbirds devant la désapprobation de ses parents à devoir abandonner ses études. Mais alors qu'il continue ses études, il forme plusieurs groupes avec son ami Duster Bennett. Finalement son besoin de jouer de la musique s'avère trop fort et il rejoint Winston G and the Wicked (renommé ensuite The Fox), se retrouvant de nouveau avec des groupes avant-gardistes allant du hard metal au psychédélique.
Après un dernier concert avec Winston G, Topham renoue avec Duster Bennett en enregistrant un live en duo sous le label Blue Horizon de Mike Vernon, premier label britannique de blues à la fin des années 1960, pour lequel il devient musicien et producteur.
Topham enregistre un album solo, Ascension Heights, où il forme avec Duster Bennett un groupe de blues expérimental. Mais Topham tombe ensuite gravement malade et doit se retirer de la musique.
Deux ans après, il se lance dans la peinture et se convertit à l'islam, prenant le nom de Rafjid Topham (ses œuvres intéressent beaucoup de clients arabes).
Au milieu des années 1980, Topham quitte Londres pour le Pays de Galles. Par hasard il croise Jim McCarty, son ancien compère des Yardbirds, qui le convainc de reprendre sa guitare pour jouer du blues en 1988. De retour à Londres, ils jouent ensemble deux ans jusqu'à ce que Topham décide en juillet 1990 de jouer du country blues. Quelque temps après, ils reviennent ensemble pour une collaboration avec d'autres musiciens.
Dans les années 2000, Topham revisite toujours le blues à sa manière, imprévisible et mystérieuse, tout en collaborant avec la reformation des Yardbirds par Jim McCarty et Chris Dreja et en duo avec John Idan, le nouveau bassiste et chanteur dans quelques concerts.